# Leuconopsis pellucidus
Leuconopsis pellucidus är en snäckart som först beskrevs av Cooper 1841.  Leuconopsis pellucidus ingår i släktet Leuconopsis och familjen dvärgsnäckor. Inga underarter finns listade i Catalogue of Life.